# Kungshögaskolan

Kungshögaskolan är en del av Mjölby Gymnasium i Mjölby, Mjölby kommun. Skolan grundades 1972. På skolan går mestadels elever från Mjölby kommun, Boxholms kommun och Ödeshögs kommun, men även en del elever från Motala kommun och Vadstena kommun. 
De elever som önskar kan välja en musikprofil. Även idrottsprofil finns för de elever som vill satsa på sin specialidrott.
Bakom skolan ligger Kungshögabacken (eller Kungshöga gravfält) som är ett gravfält, använt under hela järnåldern.
Studenten på Kungshögaskolan firas med en bal på slottet i grannkommunen Vadstena tillsammans med den andra gymnasieskolan i Mjölby kommun, Dackeskolan.

## Utbildningar
Skolan tillhandahåller nedanstående utbildningar.
- Barn- och fritidsprogrammet (BF)
- Samhällsvetenskapsprogrammet (SA)
- Ekonomiprogrammet (EK)
- Teknikprogrammet (TE)
- Vård- och omsorgsprogrammet (VO)
- Naturvetenskapsprogrammet (NA)
- Språkintroduktion (SI)
- El- och energiprogrammet Dator och kommunikationsteknik (EED)